# Blainville-sur-Mer
Blainville-sur-Mer ist eine französische Gemeinde mit 1604 Einwohnern (Stand 1. Januar 2022) im Département Manche in der Region Normandie.

## Geographie
Blainville liegt an der Atlantikküste auf der Halbinsel Cotentin, zwölf Kilometer westlich von Coutances. Im Gemeindegebiet findet sich die Bucht Havre de Blainville. Nachbarorte sind Gouville-sur-Mer und Agon-Coutainville.

## Bevölkerungsentwicklung
Die Einwohnerzahl der Gemeinde ist seit den 1975 kontinuierlich gestiegen:
| Jahr      | 1968 | 1975 | 1982 | 1990 | 1999 | 2009 | 2018 |
| --------- | ---- | ---- | ---- | ---- | ---- | ---- | ---- |
| Einwohner | 974  | 953  | 1016 | 1113 | 1315 | 1583 | 1637 |

Quelle: INSEE

## Wirtschaft
Wichtige Wirtschaftszweige sind der Tourismus und die Austernzucht. Das Restaurant Le Mascaret hat seit 2009 einen Stern im Guide Michelin.

## Sehenswürdigkeiten
- Kirche Saint-Pierre

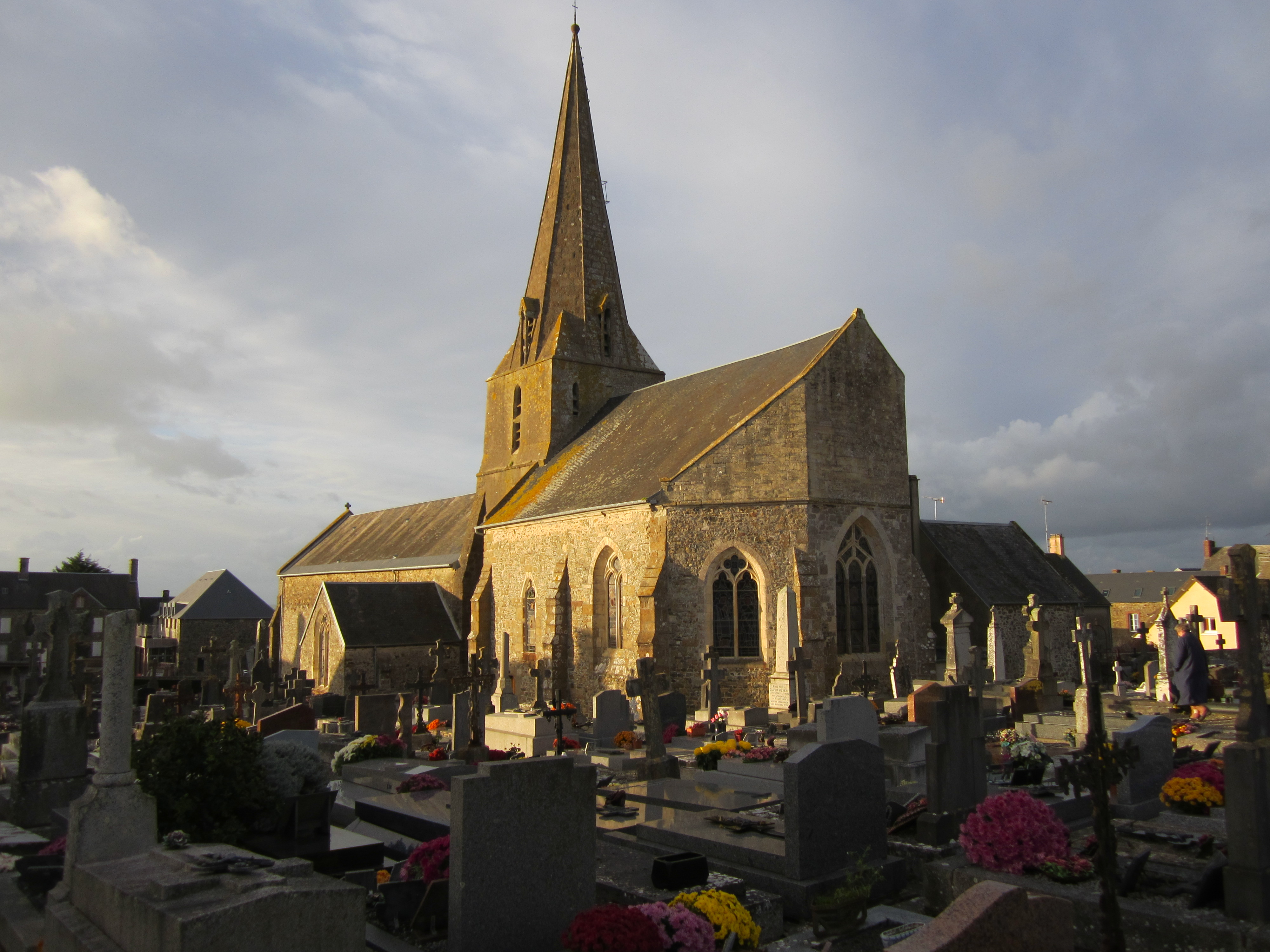
Église Saint-Pierre de Blainville-sur-Mer

- der 1,2 m hohe Menhir von Blainville-sur-Mer, nahe der Kirche
- Herrenhaus Manoir de Gonneville – Monument historique[3]